# ترفلوس
ترفلوس (به فرانسوی: Tréfols) یک کامین در فرانسه است که در Canton of Montmirail واقع شده‌است.

## خصوصیات
ترفلوس ۱۴٫۳۹ کیلومترمربع مساحت و ۱۵۹ نفر جمعیت دارد و ۱۷۵ متر بالاتر از سطح دریا واقع شده‌است.